# Улюкчикан
Улюкчика́н — улус в Баргузинском районе Бурятии. Входит в сельское поселение «Улюнское».

## География
Расположен у подножия Баргузинского хребта на правобережье Баргузина, у проток Буктур и Правый Баргузин, при впадении в последнюю реки Улюкчикан, в 38 км к северо-востоку от районного центра, села Баргузин, и в 6 км от центра сельского поселения, улуса Улюн, на Баргузинском тракте.

## Население
| 2002 | 2010 |
| ---- | ---- |
| 474  | ↘446 |

## Инфраструктура
Основная общеобразовательная школа, детский сад, Дом культуры, фельдшерско-акушерский пункт, почтовое отделение.

## Известные уроженцы
- Цыдынжапов, Гомбожап Цыдынжапович (1905—1980) — один из основателей бурятского профессионального театра, актёр, театральный режиссёр и драматург, Народный артист СССР (1940).
- Боянова, Вера Ринчиновна — министр здравоохранения Бурятской АССР (1948—1962).
- Цыремпилов Д. Т. — министр культуры Бурятской АССР.
- Эрдыниев Р. В. — Герой Социалистического Труда.
- Бубеев Радна Сагалаевич — Герой Социалистического Труда.
- Чойропов С. Б. — Герой Социалистического Труда.
- Базаров В. Б. — доктор исторических наук[3].